# Leptopelis viridis
Leptopelis viridis és una espècie de granota de la família dels hiperòlids que viu a Benín, Burkina Faso, Camerun, República Democràtica del Congo, Costa d'Ivori, Gàmbia, Ghana, Guinea, Guinea Bissau, Libèria, Níger, Nigèria, Senegal, Sierra Leona, Togo i, possiblement també, a la República Centreafricana, el Txad, Mali i Sudan.